# Киберспорт в Казахстане
Киберспорт в Казахстане берёт своё начало с участия сборной Казахстана на WCG 2002 в Сеуле в 2002 году. Также, значимым событием является создание первой киберспортивной команды k23 (Kazakhstan 2030) в 2004 году. На данный момент несколько киберспортивных команд по дисциплинам Dota 2, Counter-Strike: Global Offensive и PUBG выступают на крупных турнирах.

## Киберспорт в Казахстане на законном уровне
25 июня 2018 года киберспорт признан официальным видом спорта в Казахстане. Об этом в Facebook сообщил председатель правления АО «Қазақтелеком» Куанышбек Бахытбекович Есекеев, передает Zakon.kz. В Казахстане также действует некоммерческая организация Qazaq Cybersport Federation.

## Крупнейшие команды по разным киберспортивным дисциплинам в Казахстане
- Avangar
- Rune Eaters
- Khan
- NEXT.kz
- xGame.kz

## Достижения Казахстанских команд на киберспортивной арене
1. 2-е место[1] сборной Казахстана на WCG 2002 (StarCraft: Brood War, National Tournament)
2. 2-е место[5] сборной Казахстана на WCG 2003 (StarCraft: Brood War, National Tournament)
3. 2-е место[6] k23 на WCG 2005 (Counter-Strike: Source)
4. 1-е место OS|oNe на DTS-CUP 2009 (Dota)
5. Победа Gambit Esports на PGL 2017 Krakow Major Championship
6. Победа Gambit Esport на ROG Masters 2017
7. 3-е место Gambit Esports на Adrenaline Cyber League 2018
8. Победа AVANGAR на CIS Minor Championship 2018 — Boston
9. Победа AVANGAR на IEM Katowice 2018 PUBG
10. 2-е место AVANGAR на Starladder Berlin Major 2019
11. Победа AVANGAR на BLAST Pro Series Moscow 2019

## Турниры
- Open Esports Cup Архивная копия от 13 февраля 2019 на Wayback Machine
- Altel Cyber Games
- Parimatch N1 Challenge
- Almeo Esport Cup
- TTC cup